# Taylor Hickson

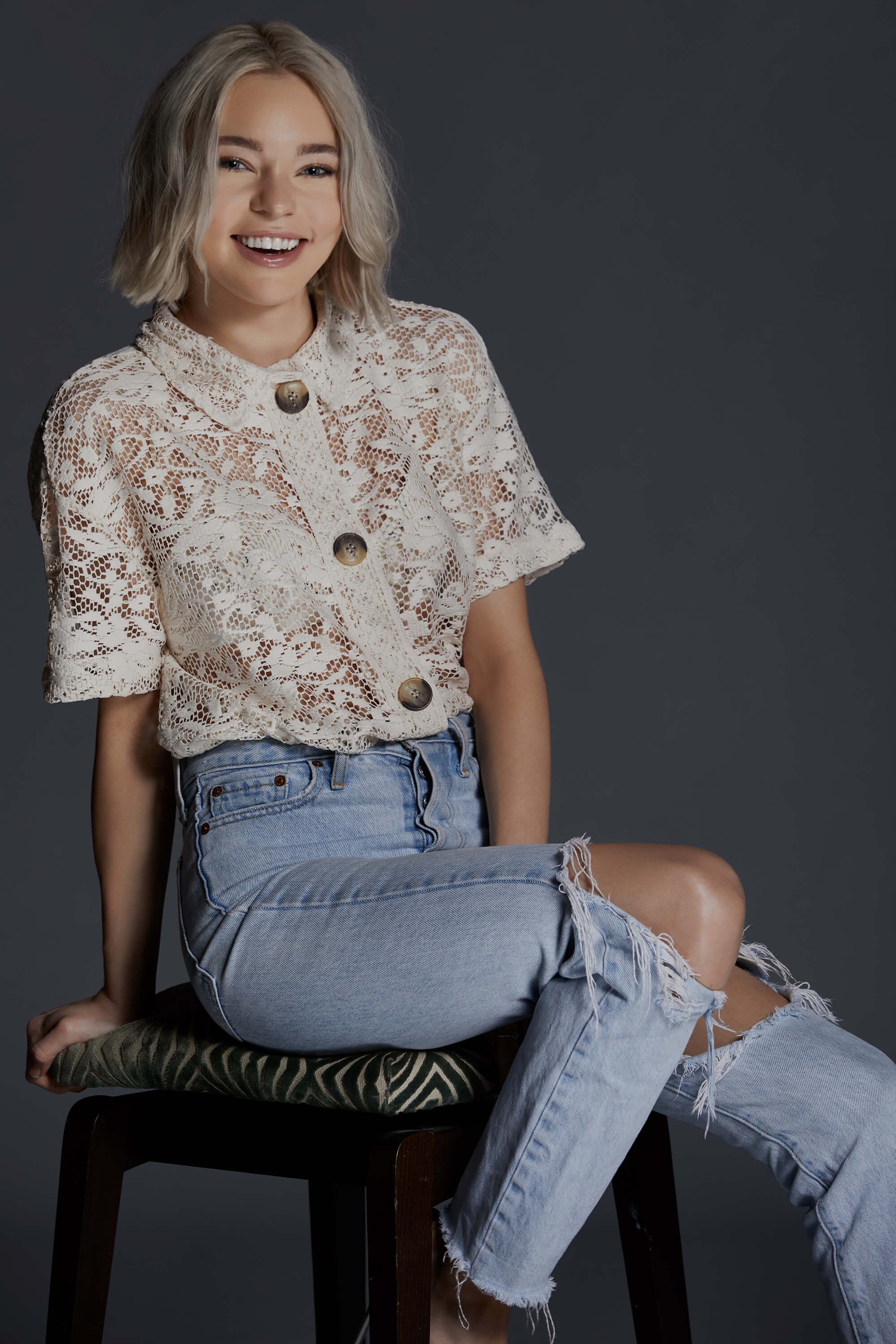
Taylor Hickson (2019)

Taylor Hickson (* 11. Dezember 1997 in Kelowna, British Columbia) ist eine kanadische Schauspielerin.

## Leben
Taylor Hickson ist das älteste von vier Geschwistern. Mit zwei Jahren wurde ihr Interesse an der Musik durch ihren Vater geweckt, den sie neben Taylor Swift oder The Beatles als musikalisches Vorbild bezeichnet. Auf ihrem YouTube-Kanal veröffentlicht sie in unregelmäßigen Abständen Coverversionen zu diversen Songs. Sie begleitet sich dabei selbst auf der Gitarre.
Ihre ersten Erfahrungen im Schauspiel sammelte sie in dem Kurzfilm Twilight Storytellers: The Mary Alice Brandon File, einem Low-Budget-Film basierend auf Twilight – Biss zum Morgengrauen. Es folgte Go with Me im selben Jahr. 2016 spielte sie die Rolle der von einem Stalker belästigten Meghan Orlovsky in Deadpool. Im selben Jahr spielte sie in insgesamt 13 Episoden der Fernsehserie Aftermath die Rolle der Brianna Copeland. 2017 folgte eine Besetzung im Indie-Horrorfilm Residue. Während der Produktion von Ghostland im Jahr 2016 verletzte sie sich schwer an einer zerbrochenen Glastür. Dieser Unfall hat ihre markante Narbe auf der linken Wange zur Folge. Außerdem verklagte sie die Produktionsfirma, da sie der Meinung war, dass bei den Dreharbeiten Industriestandards nicht eingehalten wurden und dass durch den Unfall, auch aufgrund von psychischen Schäden, die sie davongetragen hat, ihre weitere Karriere gefährdet sei, wodurch ihr potenzielles Einkommen verwehrt würde. Zur Premiere des Films am 14. März 2018 in Paris erschien sie nicht. Seit 2020 ist sie in der Fernsehserie Motherland: Fort Salem zu sehen.

## Filmografie
- 2015: Twilight Storytellers: The Mary Alice Brandon File (Kurzfilm)
- 2015: Go with Me
- 2016: Deadpool
- 2016: Hunting Pignut
- 2016: Aftermath (Fernsehserie, 13 Episoden)
- 2017: Residue
- 2017: Du neben mir
- 2018: Ghostland
- 2018: Giant Little Ones
- 2018: A Picnic Table, At Dusk (Kurzfilm)
- 2018–2019: Deadly Class (Fernsehserie, acht Episoden)
- 2020–2022: Motherland: Fort Salem (Fernsehserie, 30 Episoden)
- 2024: Bad Genius
- 2025: North of North (Fernsehserie)
- 2025: Untamed (Miniserie, 6 Episoden)